# 黄频捷
黄频捷（1947年—），黑龙江省宁安人，中国职业篮球运动员和教练，球员时期司职后卫，曾是中国男篮队长，北京女篮主教练，北京市人大常委 (1975年至1983年)，现任CUBA华侨大学男篮主教练。

## 篮球生涯

### 球员生涯
1965年，黄频捷进入北京男篮，1971年，被选入中国国家男子篮球队。1964年至1979年他先后在北京男篮四队、北京男篮一队效力。曾获得过二运会篮球冠军和三运会亚军以及1979年全国男篮甲级联赛的冠军。
黄频捷在1971年至1979年期间也一直在国家队中效力，夺得过三届亚洲篮球锦标赛 (第八、九、十届)和1978年曼谷亚运会的冠军，曾担任国家男篮队长，是球队的组织核心。

### 执教生涯
1980年，退役后的黄频捷出任北京女篮助理教练，期间带领北京女篮获全国联赛第4名。1981年至1983年任北京青年女篮教练，率队获得了1981年季军、1982年第四名和1983年第六名以及1982年、1983年全国青年锦标赛的亚军和第四名。1984年至1987年，黄频捷进入北京体育运动技术学院学习。
1987年出任北京女篮主教练，在六运会中取得第六名。1988年至1997年先后任国家青年女篮教练、北京市体委训练指导团教练。1998年出任印尼女篮的援外指导。1999年任宋晓波篮球俱乐部教练，黄频捷也曾作过两年的北京电视台CBA篮球评论员。2007年他出任中国大学生篮球联赛传统强队华侨大学主教练。